# Махеалани Ли, Брук
Брук Антуанетта Махеалани Ли (англ. Brook Antoinette Mahealani Lee; род. 8 января 1971 года), известна как Брук Ли — американская актриса

, телеведущая, модель и фотомодель; победительница конкурсов красоты «Мисс США 1997» и «Мисс Вселенная 1997».

## Биография
Дедушка — кореец, который эмигрировал на Гавайские острова в 1950-х годах. Имеет корейские, гавайские, китайские, датские, португальские, английские и французские корни Мать Ли, Тони, являлась президентом Na Pua Ke Ali'i Pauhi, ассоциация выпускников школы.
Её корейское имя 이시내 (Lee Shi-nae).

## Конкурсы красоты

### Мисс США 1997
Участвовала в конкурсе красоты Мисс Гавайи. Затем, представляла штат на национальном конкурсе красоты Мисс США 1997 года. Где стала победительницей и получила корону из рук Эли Ландри.

### Мисс Вселенная 1997
Представила страну на международном конкурсе красоты Мисс Вселенная 1997. Стала самой возрастной победительницей, получив корону в возрасте 26 лет и 128 дней.
В 1998 году, Ли и Аль Масини организовали проведение Мисс Вселенная в Гонолулу, штат Гавайи.
Непосредственно перед тем, как выиграть корону Мисс США и Мисс Вселенная, училась в Гавайский университет в Маноа. Училась в Education Laboratory School, в 1987–88 годах. Окончила школу Kamehameha Schools в 1989 году. После победы в конкурсах красоты, снялась в роли камео, в нескольких фильмах и телевизионных шоу. Ведущая регионального телевизионного шоу известного как Pacific Fusion, в котором акцентируются внимания на Азиатско-американском образе жизни. Вела эпизод Great Cruises на телеканале Travel Channel.